# 太田正一
太田 正一（おおた しょういち、1945年 - 2018年3月24日）は、日本の詩人、ロシア文学者。
筆名にキキ。

## 略歴
宮城県出身。早稲田大学大学院修了。第7次「早稲田文学」再開とともに小説・詩を発表。静岡大学、慶應義塾大学、宇都宮大学、明治学院大学その他で、ロシア語・ロシア文学・ロシア文化論を講じた。ロシアの作家ミハイル・プリーシヴィンの半世紀にわたる「日記」（「プリーシヴィンの日記」成文社）を翻訳していた。さいたま市在住。
2018年3月24日、低酸素脳症のため死去。

## 受賞歴
- 第10回小野梓記念賞（詩『頭痛天体』）
- 第2回木村彰一賞（訳書『ロシアの自然誌』『森のしずく』）

## 主な著書

### 詩集
- 『惑星監獄の夢』（埴輪） 1968
- 『頭痛天体交響楽』 （キキ名義、珠真書房） 1974

長編詩三部作 「頭痛天体」「壁の中」「ヒラヌヤ・ガルバの詩」

### エッセイ
- 『森のロシア野のロシア - 母なる大地の地下水脈から』（群像社） 2007
- 『プリーシヴィンの森の手帖』（編訳著、成文社） 2009

## 翻訳
- 『十三年目の殺人』（パトリシア・J・マクドナルド、勁文社） 1984
- 『赤い流刑地』（アンソニー・オルコット、勁文社） 1986
- 『マンティス - MI5 コンピュータートラップ』（ピーター・フォックス、芸文社） 1986
- 『クレムリンの子どもたち』（ワレンチーナ・クラスコーワ、成文社） 1998
- 『落日礼讃 - ロシアの言葉をめぐる十章』（ヴェチェスラフ・カザケーヴィチ、群像社） 2004
- 『おかしな人間の夢』（ドストエフスキー、論創社） 2006
- 『はだしで大地を』（アレクサンドル・ヤーシン、群像社） 2016

### ミハイル・プリーシヴィン
- 『ロシアの自然誌 - 森の詩人の生物気候学』（ミハイル・プリーシヴィン、パピルス） 1991
- 『森のしずく』（ミハイル・プリーシヴィン、パピルス） 1993
- 『巡礼ロシア - その聖なる異端のふところへ』（ミハイル・プリーシヴィン、平凡社） 1994
- 『森と水と日の照る夜 - セーヴェル民俗紀行』（ミハイル・プリーシヴィン、成文社） 1996
- 『裸の春 - 1938年のヴォルガ紀行』（ミハイル・プリーシヴィン、群像社） 2006
- プリーシヴィンの日記 - 1914年1月1日～（成文社・HP）
- プリーシヴィンの日記 - 1915年1月1日～（成文社・HP）
- プリーシヴィンの日記 - 1916年1月11日～（成文社・HP）
- プリーシヴィンの日記 - 1917年2月24日～（成文社・HP）
- プリーシヴィンの日記 - 1918年1月1日～（成文社・HP）
- プリーシヴィンの日記 - 1919年1月1日～（成文社・HP）
- プリーシヴィンの日記 - 1920年1月1日～（成文社・HP）

#### マーミン=シビリャーク
- 『森の物語 - マーミン=シビリャーク童話作品集』（マーミン=シビリャーク、リャビンカ-カリンカ） 2004
- 『春の奔流 - ウラル年代記①』（マーミン=シビリャーク、群像社） 2005
- 『森 - ウラル年代記②』（マーミン=シビリャーク、群像社） 2013
- 『オホーニャの眉 - ウラル年代記③』（マーミン=シビリャーク、群像社） 2014

### 共訳
- 『ガンツ / キュヘリガールテン』（ニコライ・ゴーゴリ、河出書房新社、ゴーゴリ全集1） 1977
- 『書簡』（ニコライ・ゴーゴリ、河出書房新社、ゴーゴリ全集7） 1977
- 『ゴーゴリ ネーフスキイ大通り / 狂人日記 / イワン・イワーノヴィチとイワン・ニキーフォロヴィチが喧嘩した話』（ニコライ・ゴーゴリ、学習研究社、世界文学全集35） 1978
- 『チェーホフ 小犬を連れた奥さん』（アントン・チェーホフ、学習研究社、世界文学全集39） 1979
- 「変な間借人」（テッド・レイノルズ、集英社文庫、『気球に乗った異端者』所収） 1979